# Fer arca
Es coneix com fer arca o harca a una tradició, considerada ocasionalment com un joc juvenil, pròpia del medi rural valencià però originària de la Ciutat de València, que consistia en una baralla on s'utilitzaven pedres com projectils. Desapareguda en el segle xx, l'àrea on es realitzava inclou des de l'Horta fins a les Valls d'Alcoi i les Marines.
Entre les possibles etimologies, s'ha opinat que el nom prové de l'àrab harka, paraula que fa referència al moviment de tropes, mentre d'altres fonts suposen que l'origen prové de les arques o arcons on es transportaven les pedres. Però l'etimologia més versemblant és una derivació del llatí arceo, fer força.
La tradició, exclusivament masculina, consistia en una baralla a pedrades entre dos bàndols, formats normalment per membres d'un mateix barri o ciutat, que s'enfrontaven als seus veïns. La baralla finalitzava quan a algú li feien un trau al cap i brollava sang abundosament.
S'ha considerat que esta activitat suposava una pràctica ritualitzada de masculinitat per als jóvens valencians.